# Épisodes de Princesse Sissi
Cet article présente le guide des épisodes de la série télévisée Princesse Sissi.

## Épisode 1:Sissi n'en fait qu'à sa tête
- France :

## Épisode 2:Des invités inattendus
- France :

## Épisode 3:Une surprise impériale
- France :

## Épisode 4:Un petit voleur à Possi
- France :

## Épisode 5:Cette chipie d'Helena
- France :

## Épisode 6:Le Temps des adieux
- France :

## Épisode 7:Sissi et max prennent des risques
- France :

## Épisode 8:Un drôle d'homme des bois
- France :

## Épisode 9:La Revanche d'Arkas
- France :

## Épisode 10:Le Baiser d'Innsbruck
- France :

## Épisode 11:Les parents refusent
- France :